# Chiesa di San Giovanni Battista (Farnetella)
La chiesa di San Giovanni Battista è un luogo di culto cattolico, dedicato a san Giovanni Battista, situata in piazza San Giovanni in località Farnetella, nel comune di Sinalunga, in provincia di Siena e diocesi di Arezzo-Cortona-Sansepolcro.

## Storia

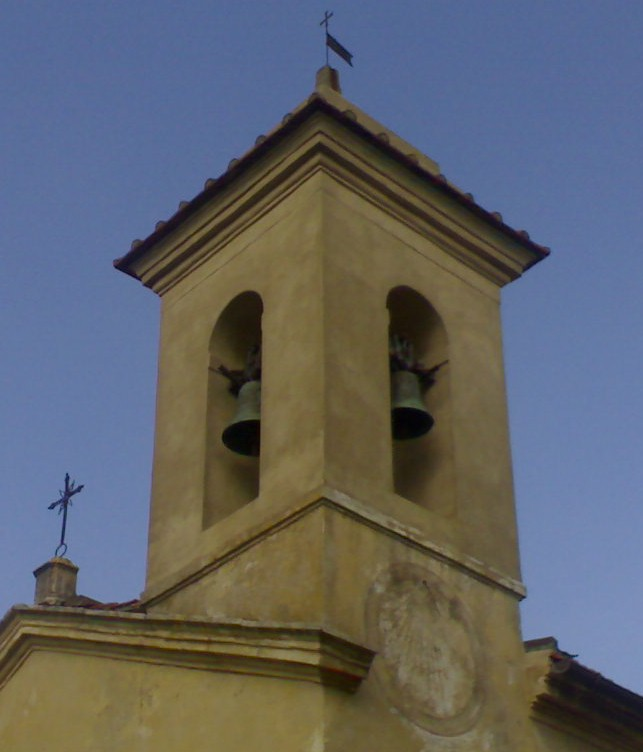
Campanile

L'edificio, risalente al 1392, ha subito nel tempo vari rimaneggiamenti, come nel 1869 dal conte De Gori e nel 1895 dalla famiglia Ferrari. È delimitato esternamente dal campanile angolare a vela e dal portale cinquecentesco in travertino. L'interno, inizialmente con volta a travi visibili, ha adesso la volta a navata con una pianta contraddistinta da un assetto asimmetrico. La chiesa si compone dell'altare maggiore e di due cappelle: la cappella del Rosario con il fonte battesimale e la cappella Madonna delle Nevi. Dietro l'altare si trova un piccolo coro. Su due nicchie si trovano due statue in legno policromo di Francesco di Valdambrino rappresentanti l'Annunciazione: Angelo annunziante e Vergine annunziata. La Monografia Storica-Statutaria del Castello di Farnetella del 1901 di Adolfo Ferrari attribuisce alla Vergine annunziata fenomeni di lacrimazioni e guarigioni miracolose relative ad un periodo del 1700. Tali statue, inizialmente considerate di scarsissimo pregio artistico, sono risultate successivamente di notevole valore per il fatto che il restauro del 1949 ha evidenziato la loro appartenenza alla prestigiosa scuola senese della prima metà del XV secolo. Il primo pievano o rettore della chiesa parrocchiale fu Stefano Salvi che fece costruire insieme al cavalier Francesco Bindi Sergardi la cappella del Rosario. Il secondo rettore fu il farnetellese Pietro Giovagnoli.
Nella parte alta del portale esterno della chiesa, è incisa una scritta:
L’affresco Madonna in trono e santi
Da marzo 2022 ad ottobre 2023 è stato restaurato l'affresco Madonna in trono e santi grazie al progetto L'arte ritrovata realizzato dalla comunità di Farnetella con il sostegno della Fondazione Monte dei Paschi di Siena, dell'UICI di Siena e della cooperativa FeelCrowd. Nell’ultima settimana di marzo 2022 sono terminati i lavori preventivati che hanno portato alla scoperta di ulteriori parti di affresco ancora nascoste sotto lo scialbo e mai scoperte prima d’ora. Per tale motivo i lavori di descialbo e di consolidatura si sono protratti fino ad ottobre 2023. 
L’opera è un affresco di fine Trecento-inizio Quattrocento raffigurante la Madonna col Bambino e Santi. È ubicata nella parete absidale della chiesa parrocchiale di Farnetella di cui ne occupa circa 6 metri quadrati ed è stata recentemente attribuita alla bottega senese di Cristoforo di Bindoccio e Meo di Pero. Si tratta di una raffigurazione su muro di un polittico murale a cinque scomparti raffiguranti al centro la Madonna con il Bambino, a destra San Giovanni Evangelista e a sinistra San San Giovanni Battista (patrono di Farnetella); altri due scomparti sono stati recentemente scoperti: Santa Caterina d'Alessandria (sinistra) e San Pietro (destra). Nelle cuspidi del registro superiore figurano invece Cristo Benedicente, San Paolo e San Bartolomeo. Di particolare importanza è l'iscrizione in minuscola gotica rubricata che si trova nel libro sorretto da Giovanni Evangelista, raro commento al Vangelo di Giovanni probabilmente diffusosi attraverso il Sacramentarium Gelasianum. L'opera aveva originalmente un fondo a foglia d'oro applicato a missione, oggi andato per la maggior parte perduto. Le aureole dei santi sono riccamente decorate con punzonature di forme diverse che sono più sofisticate negli scomparti centrali e più semplici nelle cuspidi in alto e negli scomparti laterali.

## Opere
- Madonna in trono e santi, affresco (prima metà XV secolo) (dietro altare).
- Madonna col Bambino, olio su tela (fine XV secolo-inizio XVI secolo) (dietro altare a sinistra).
- Madonna del Rosario, di scuola di Sebastiano Folli, olio su tela (XVI secolo) (Cappella del Rosario, a sinistra vicino altare).
- Sant'Andrea, olio su tela (XVI secolo) (di fronte alla Cappella del Rosario).
- Madonna delle Nevi, affresco (XV secolo-inizio XVI secolo) (Cappella Madonna delle Nevi, a sinistra).
- Sant'Antonio Abate, statua in cartapesta (1869) (di fronte alla Cappella Madonna delle Nevi).
- Angelo annunziante e Vergine annunziata, di Francesco di Valdambrino, statua in legno policromo (prima metà del XV secolo) (nicchie laterali).
- Seicentesco tabernacolo eucaristico, a forma di tempietto, in legno intagliato.
- Flagellazione di Cristo, olio su tela (XVI secolo) (sacrestia).

## Galleria d'immagini

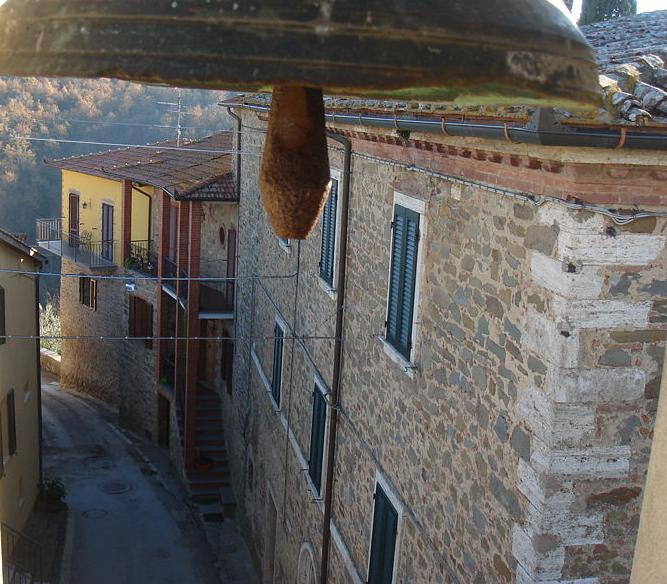
Veduta dal Campanile
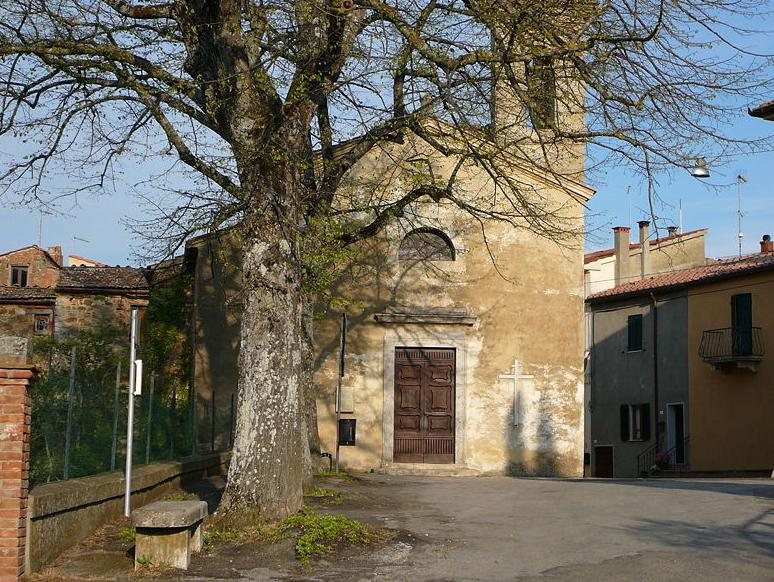
Esterno
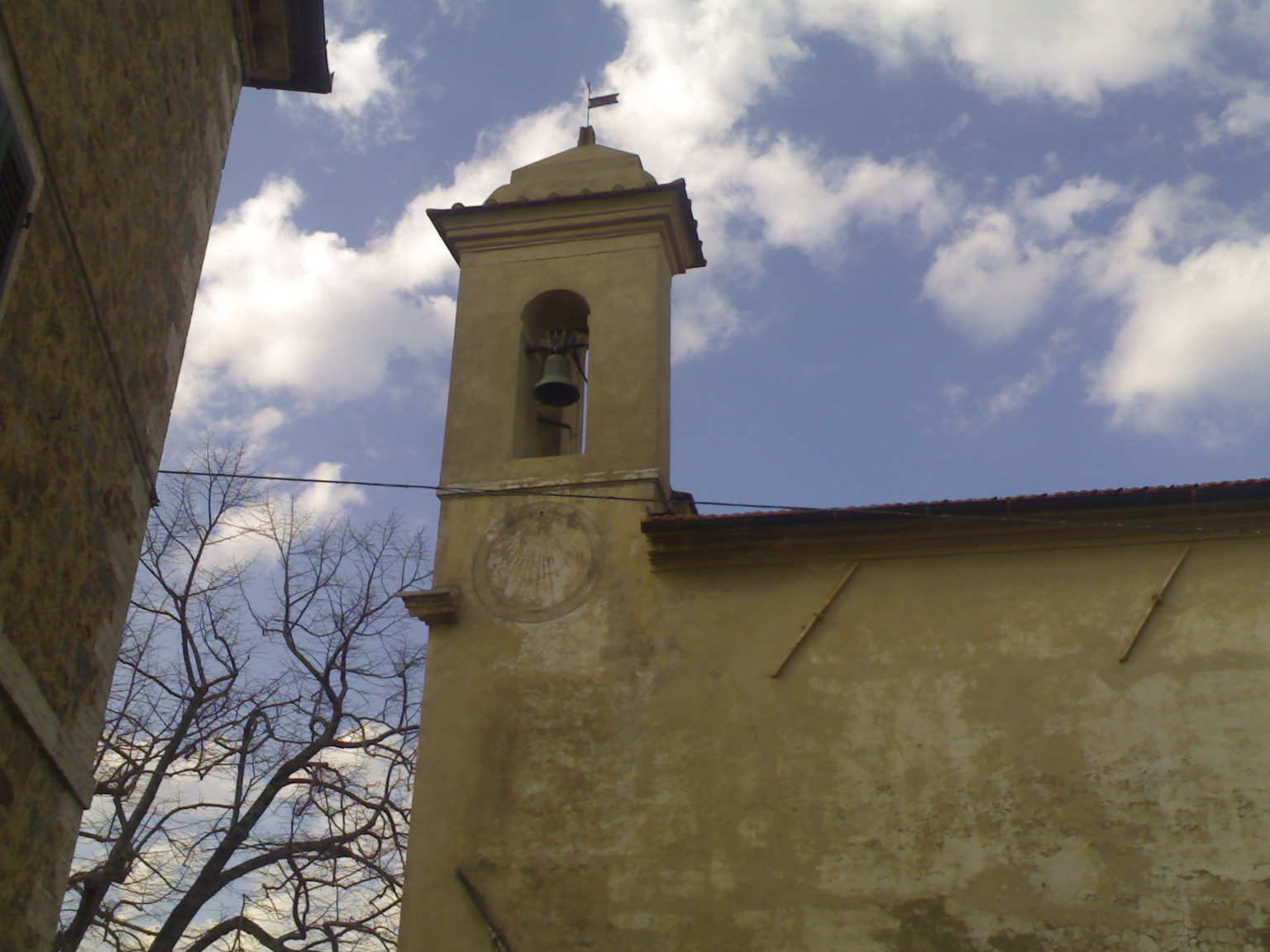
Esterno laterale
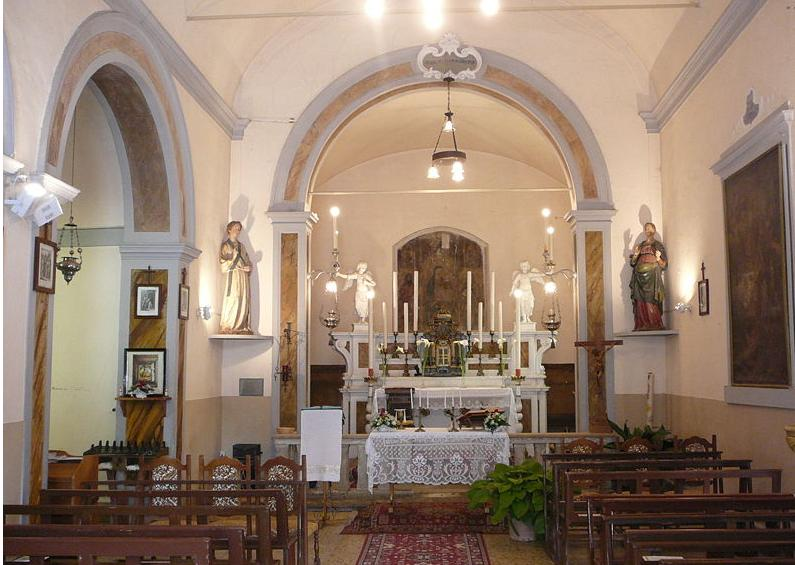
Interno
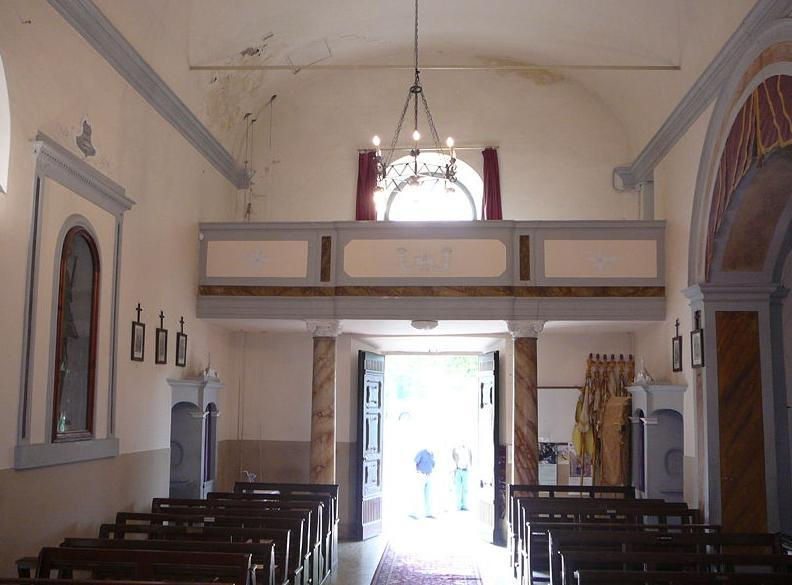
Interno
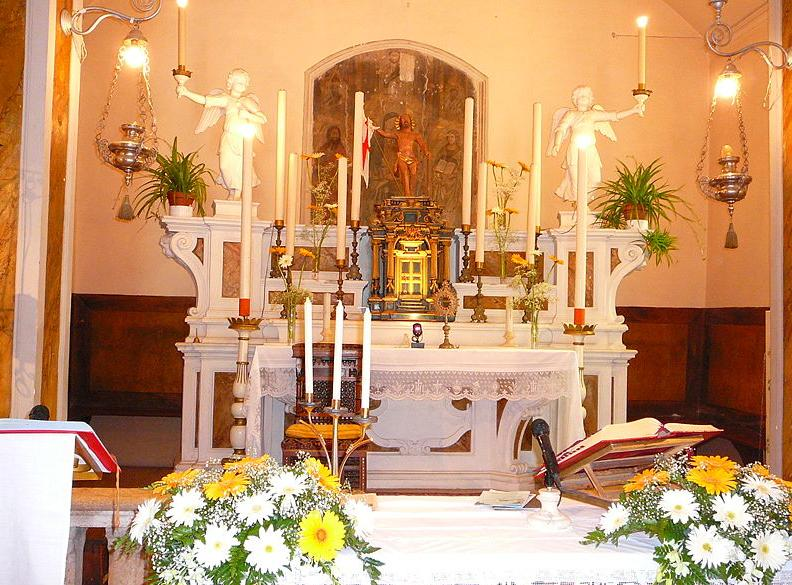
Altare
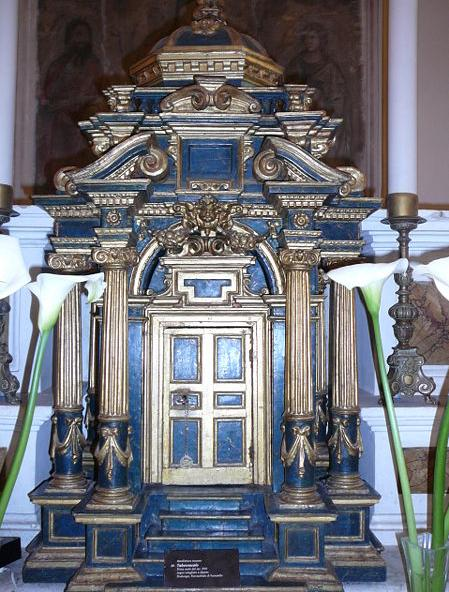
Tabernacolo
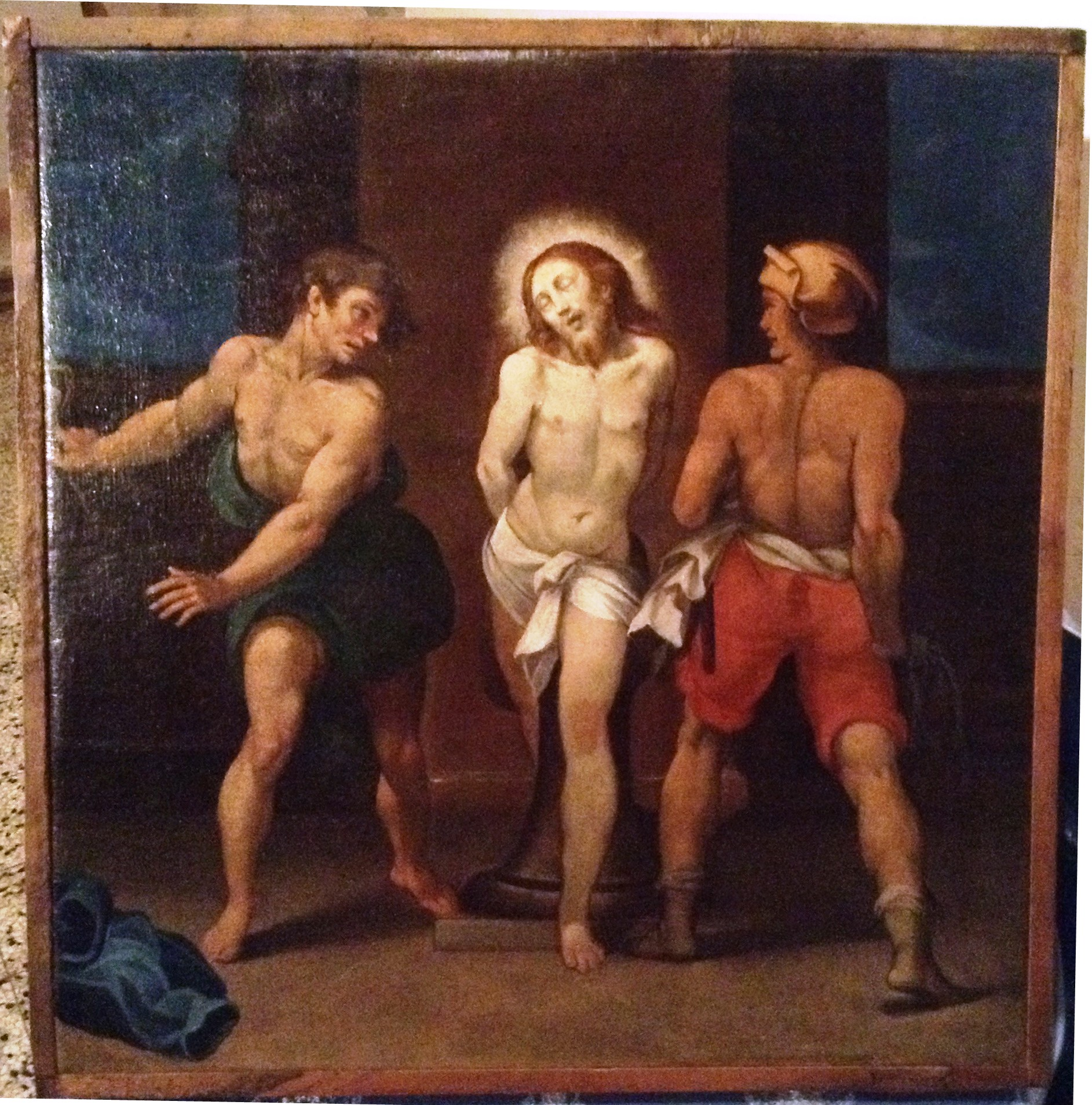
Olio su tela Flagellazione di Cristo
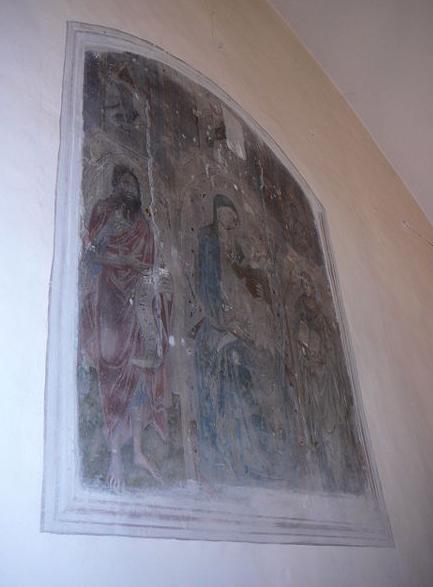
Affresco Madonna in trono e Santi
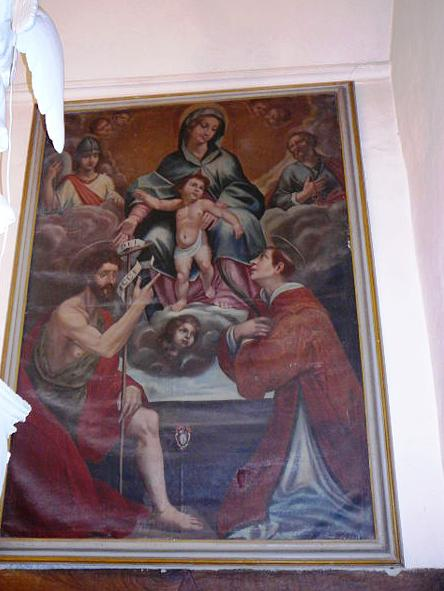
Olio su tela Madonna col Bambino
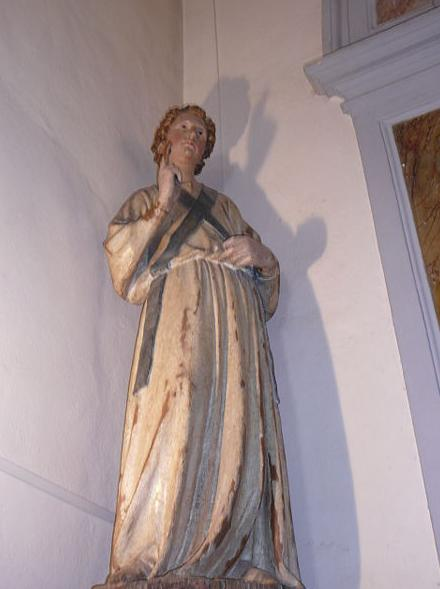
Statua Angelo annunziante
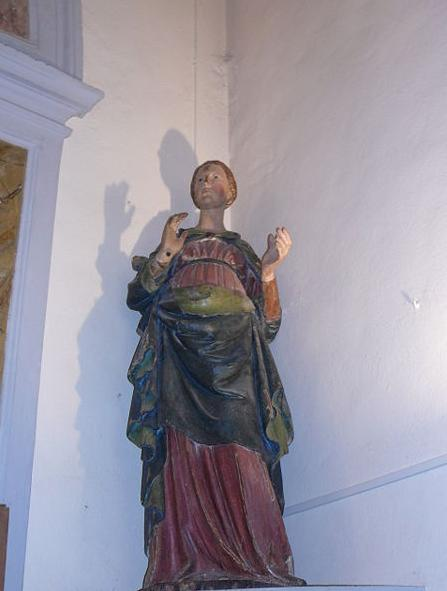
Statua Vergine annunziata
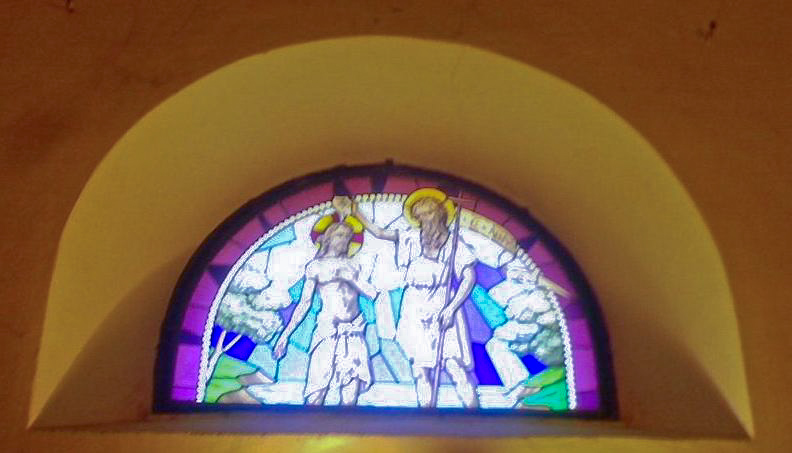
Vetrata con dipinto di San Giovanni Battista
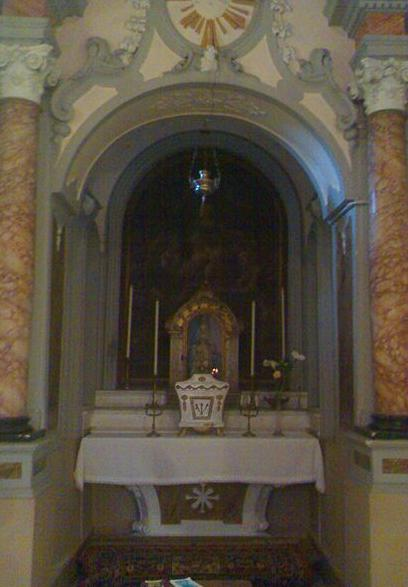
Cappella della Madonna del Rosario
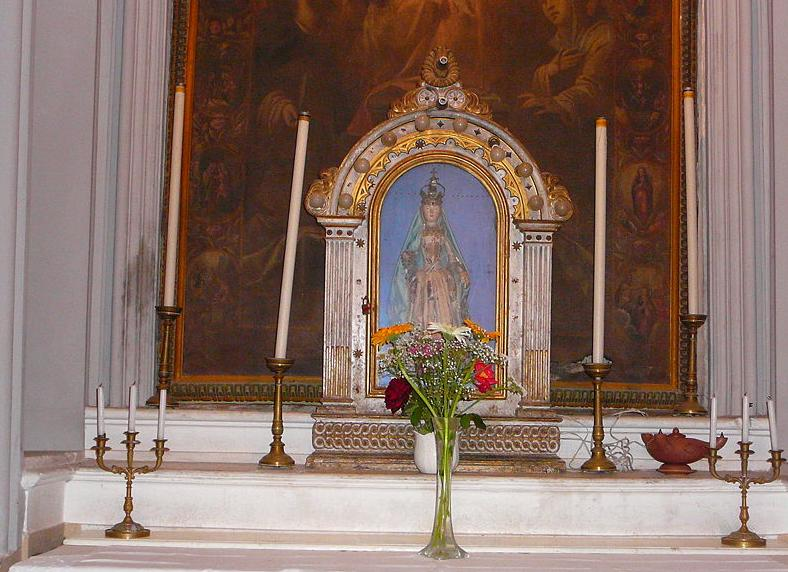
Cappella della Madonna del Rosario
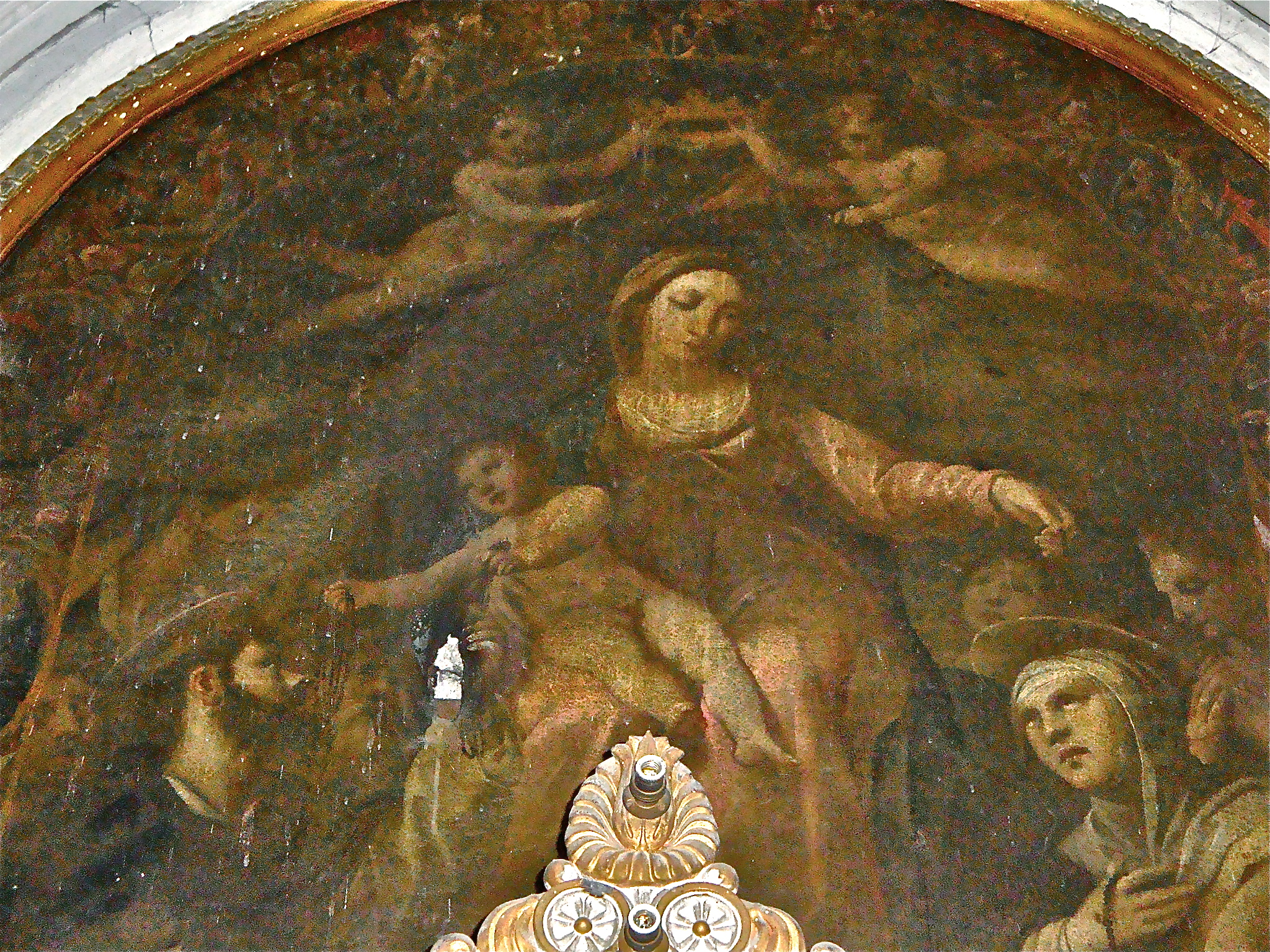
Olio su tela Madonna del Rosario
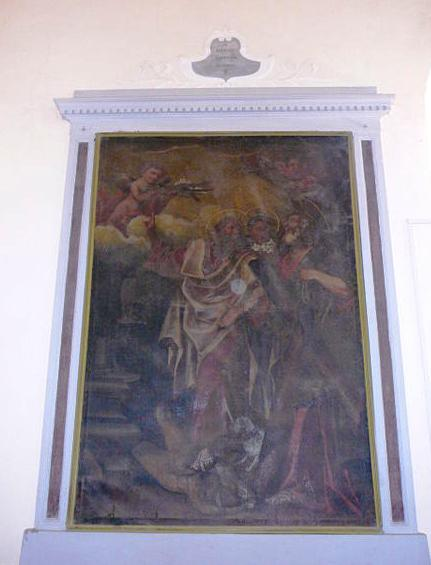
Olio su tela Sant'Andrea
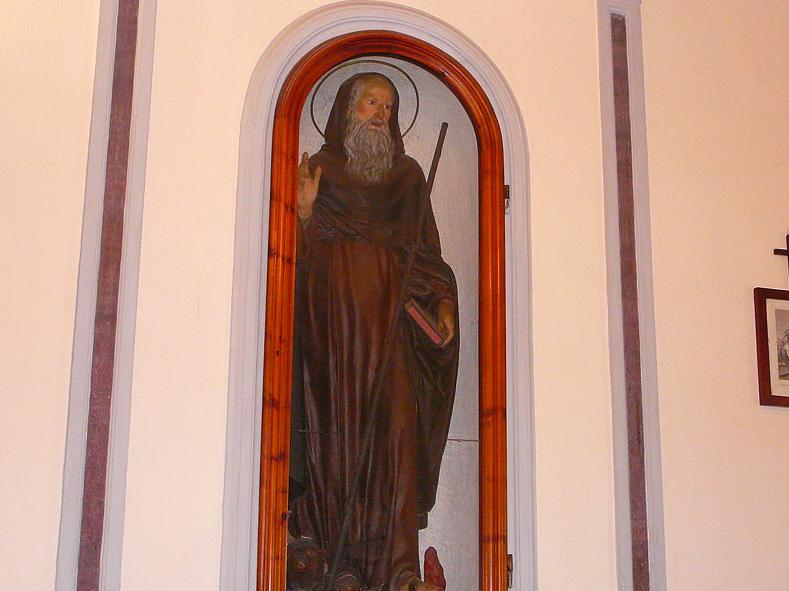
Statua Sant'Antonio Abate
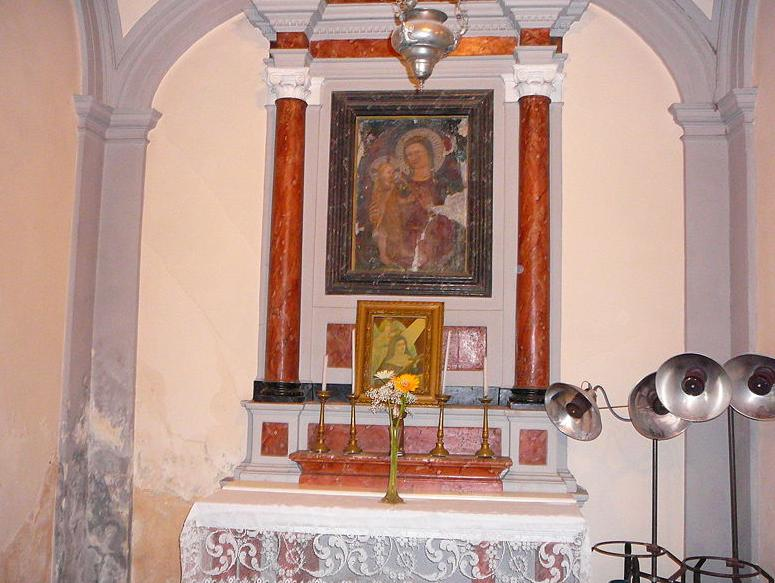
Cappella della Madonna delle Nevi
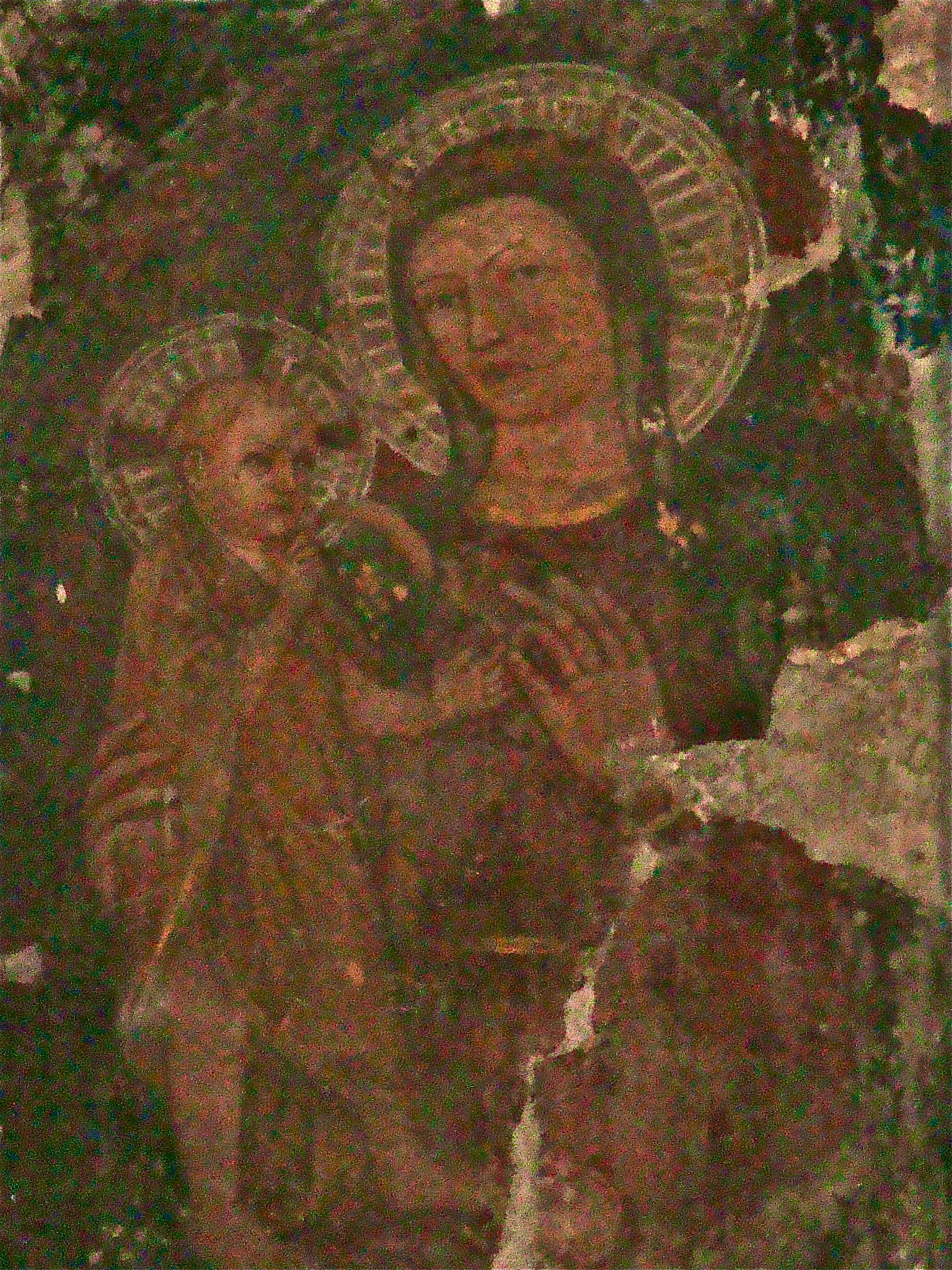
Affresco Madonna delle Nevi
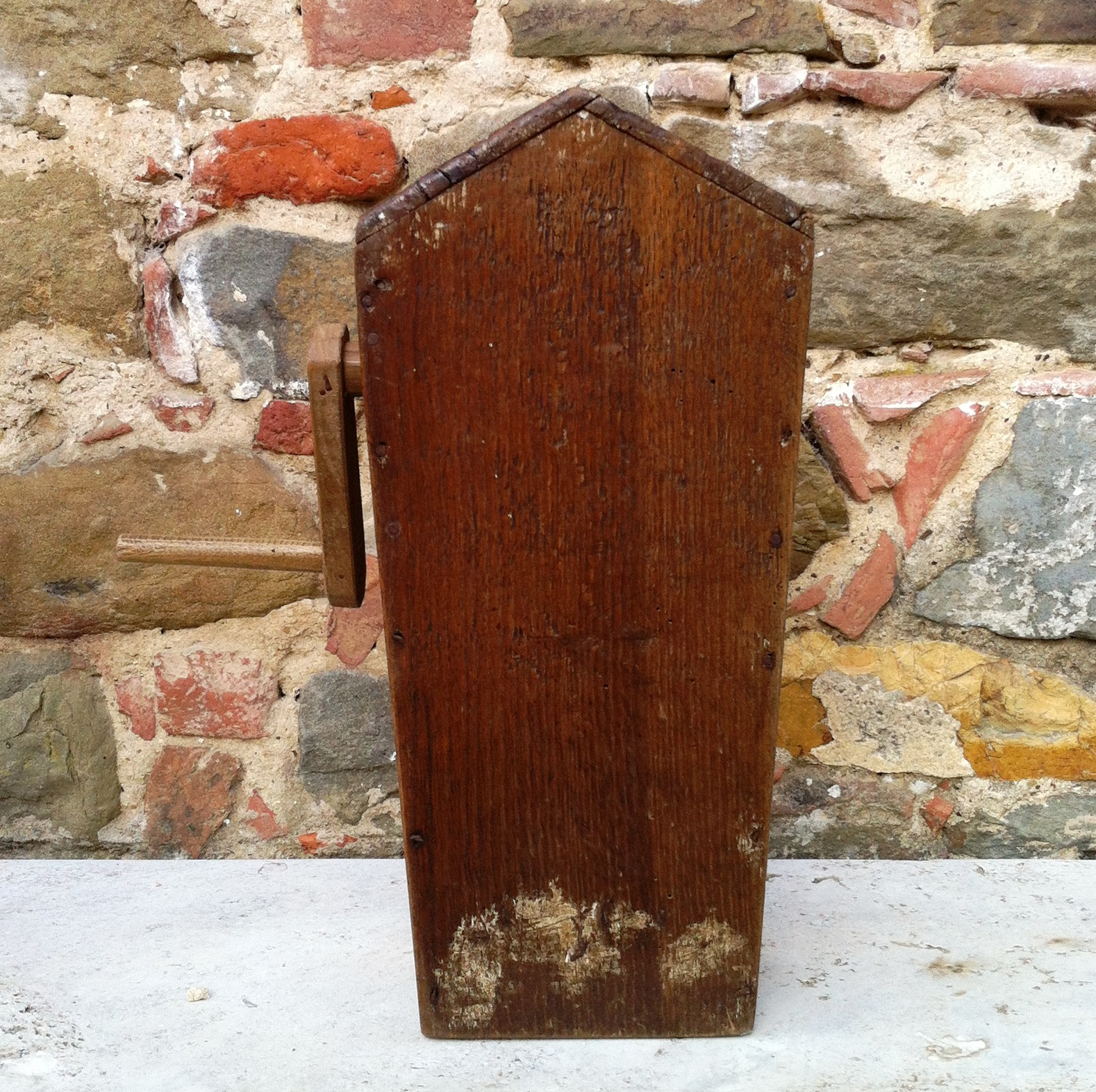
La "regola"